# Veronika Nachmann
Veronika „Vroni“ Nachmann (* 15. Dezember 1988 in Tegernsee) ist eine deutsche Naturbahnrodlerin. Sie gehört dem B-Kader des Bob- und Schlittenverbandes für Deutschland an und ist Mitglied im Rodelclub Kreuth. Sie startet seit der Saison 2005/2006 im Weltcup, erreichte bisher neun Top-10-Platzierungen in Weltcuprennen und drei Top-10-Platzierungen im Gesamtweltcup. Bei Welt- und Europameisterschaften sind bisher drei 14. Plätze ihre besten Resultate im Einsitzer, bei der Juniorenweltmeisterschaft 2008 gelang ihr ein achter Platz. Ihr Bruder Martin Nachmann war ebenfalls Naturbahnrodler.

## Karriere
Veronika Nachmann nahm ab 2003 an internationalen Juniorenmeisterschaften teil, erreichte aber zunächst nur Platzierungen im Schlussdrittel. Im Januar 2005 nahm sie an der Weltmeisterschaft in Latsch, ihrem ersten Titelkampf in der Allgemeinen Klasse, teil. Sie erzielte den 16. Platz und ließ immerhin drei Rodlerinnen hinter sich. Seit der Saison 2005/2006 startet Nachmann auch im Weltcup. Ihr Debüt gab sie am 15. Januar 2006 in Kindberg, wo sie den 13. Platz erreichte. Im weiteren Saisonverlauf kam sie noch zweimal im Weltcup zum Einsatz (die Rennen in Kanada bestritt sie nicht), erzielte mit Platz zwölf beim Finale in Oberperfuss, der aber gleichzeitig der letzte Platz war, ihr vorerst bestes Ergebnis und wurde damit im Gesamtweltcup ebenfalls Zwölfte. In der nächsten Saison belegte sie nur Platzierungen um Rang 15 und wurde auch im Gesamtweltcup 15. In der Saison 2007/2008 erzielte sie einen zwölften und vier 13. Plätze sowie einen 14. Rang. Allerdings kam sie zweimal nur als Letzte und dreimal als Vorletzte ins Ziel. Im Gesamtweltcup belegte sie Rang 13 und war damit erstmals beste Deutsche, was sie auch in den folgenden Saisonen blieb. Michaela Maurer, die die letzten acht Jahre beste Deutsche im Gesamtweltcup war, erzielte zwar weiterhin bessere Resultate in den Weltcuprennen, startete aber nicht mehr bei allen Rennen und fiel daher im Gesamtweltcup zurück. Nachdem Nachmann in den letzten beiden Jahren nicht an den Welt- und Europameisterschaften teilgenommen hatte, ging sie bei der Europameisterschaft 2008 in Olang wieder an den Start. Als Vorletzte belegte sie den 14. Platz. Eine Woche zuvor hatte sie bei der Juniorenweltmeisterschaft in Latsch den achten Platz erreicht.
In der Saison 2008/2009 erzielte Nachmann mit zwei elften, einem zwölften und zwei 13. Plätzen den zwölften Rang im Gesamtweltcup. Bei der Weltmeisterschaft 2009 in Moos in Passeier wurde sie 14. Zu Beginn der Saison 2009/2010 gelangen ihr die ersten Top-10-Platzierungen im Weltcup, als sie bei den Auftaktrennen in Nowouralsk jeweils Neunte wurde. Mit einem weiteren Top-10-Ergebnis, dem zehnten Platz in Latsch, erreichte sie den neunten Rang im Gesamtweltcup. An der Europameisterschaft 2010 in St. Sebastian nahm sie allerdings nicht teil. Zu Beginn der Saison 2010/2011 kam Nachmann in Nowouralsk zweimal als Achte – und Letzte – ins Ziel, erreichte damit aber ihre bis dahin besten Weltcupergebnisse. Im Rest des Winters fuhr sie noch einmal unter die schnellsten zehn, womit sie wie im Vorjahr den neunten Platz im Gesamtweltcup belegte. Bei der Weltmeisterschaft 2011 in Umhausen fuhr sie auf Platz 14.
Nach weiteren Top-10-Ergebnissen (zwei neunte Plätze in Železniki und Nowouralsk) erreichte Nachmann im Finale der Saison 2011/2012 in Umhausen mit Platz fünf ihr bisher bestes Weltcupresultat. Im Gesamtweltcup verbesserte sie sich auf Platz acht, womit sie zum fünften Mal in Folge beste Deutsche war. Erstmals nahm Veronika Nachmann in diesem Winter auch an einem Doppelsitzer-Weltcuprennen teil. Sie startete in Nowouralsk mit Marcus Grausam und belegte den elften und vorletzten Platz. Mit Grausam gewann sie zudem die Deutsche Meisterschaft im Doppelsitzer. Bei der Europameisterschaft 2012 in Nowouralsk erzielte sie mit ihren Teamkollegen Marcus Grausam, Björn Kierspel und Christian Wichan den siebten Platz im Mannschaftswettbewerb, während sie im Einsitzer im dritten Lauf, den sie nach einem Zeitnehmungsdefekt zweimal fahren musste, stürzte und ausschied.

## Erfolge

### Weltmeisterschaften
- Latsch 2005: 16. Einsitzer
- Moos in Passeier 2009: 14. Einsitzer
- Umhausen 2011: 14. Einsitzer

### Europameisterschaften
- Olang 2008: 14. Einsitzer
- Nowouralsk 2012: 7. Mannschaft

### Juniorenweltmeisterschaften
- Kindberg 2004: 17. Einsitzer
- Garmisch-Partenkirchen 2006: 13. Einsitzer
- Latsch 2008: 8. Einsitzer

### Junioreneuropameisterschaften
- Kreuth 2003: 18. Einsitzer
- Kandalakscha 2005: 14. Einsitzer
- St. Sebastian 2007: 12. Einsitzer

### Weltcup
- 8. Rang im Einsitzer-Gesamtweltcup in der Saison 2011/2012
- 9 Top-10-Platzierungen in Einsitzer-Weltcuprennen

### Deutsche Meisterschaften
- Deutsche Meisterin im Doppelsitzer 2012